# Glyptothorax laak
Glyptothorax laak és una espècie de peix de la família dels sisòrids i de l'ordre dels siluriformes.